# أستراليا المفتوحة 1970
هنا قائمة ببطولات أستراليا المفتوحة لسنة 1970م:

## الكبار

### فردي رجال
أرثر آش هزم  ديك كريالي 6-4, 9-7, 6-2

### فردي سيدات
مارغريت كورت هزم  كاري ميلفابل رايد 6-1, 6-3

### زوجي رجال
روبرت لوتز و ستان سميث هزم  جون أليكساندر و فيل دينت 17-15, 6-3

### زوجي سيدات
كارين كرانتزسكي و كاري ميلفابل رايد هزم  جودي تيغارت دالتون و ليزلي ترنر باوري 6-4, 3-6, 6-2